# خوتا لوبتسکا
خوتا لوبتسکا (به لهستانی:  Huta Lubycka) یک روستا در لهستان است که در گمینا لوبچا کرولوسکا واقع شده‌است.